# 煅燒
煅燒，或稱鍛燒（英語：Calcination），是指将固体在空气或氧气中加热到高温，通常是为了去除杂质或挥发性物质。然而，煅烧也被用来指在缺乏或有限的空气或氧气供应的情况下，对矿石和其他固体材料进行热处理，从而导致热分解。单词calcination的词根指的是它最显著的用途，即通过燃烧从石灰石中去除碳，生成氧化钙(生石灰)。该焙烧反应为CaCO3(s) → CaO(s) + CO2(g)。氧化钙是现代水泥的重要成分，也是熔炼的化学熔剂。工业煅烧通常会排放二氧化碳，是造成气候变化的主要原因。
煅烧炉是一个钢制的圆筒，它在加热炉内旋转，在可控的气氛下进行间接高温处理(550-1150℃，或1000-2100华氏度)。

## 工业过程

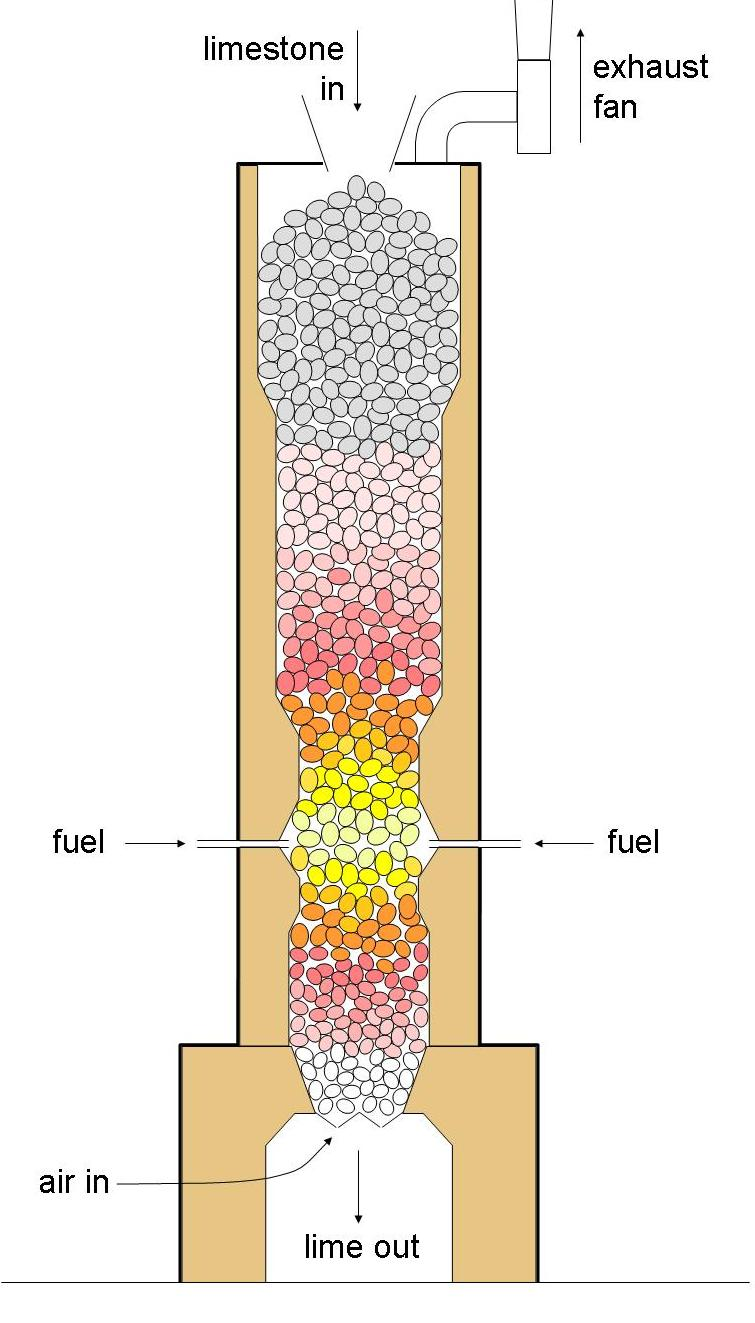
石灰石煅烧用的烤箱

煅烧过程的名字来源于拉丁语calcinare(烧石灰)，因为它最常见的应用是将碳酸钙(石灰石)分解成氧化钙(石灰)和二氧化碳，从而制造水泥。煅烧的产物通常称为“calcine”，而不管经过热处理的实际矿物是什么，可能与钙无关。煅烧是在各种设计的炉或反应器(有时称为窑炉或煅烧炉)中进行的，包括竖炉、回转窑、多底炉和流化床反应器。
煅烧过程的例子包括:
- 碳酸盐矿石的分解，如石灰石的煅烧以驱除二氧化碳;
- 水化矿物的分解，如矾土和石膏的煅烧，以除去结晶水产生水蒸气;
- 石油焦中挥发性物质的分解;
- 产生相变的热处理，如锐钛矿化为金红石或玻璃材料的去透明化;
- 沸石合成中铵离子的去除
- 氟化铀酰产生二氧化铀和氢氟酸气体的脱氟反应。

## 反应
煅烧反应通常发生在或高于热分解温度(分解和挥发反应)或转变温度(相变)。这个温度通常定义为一个特定煅烧反应的标准吉布斯自由能等于零的温度。

### 石灰石煅烧
石灰石煅烧分解过程发生在900年到1050°C,化学反应如下：
CaCO3(s) → CaO(s) + CO2(g)
如今，这种反应主要发生在水泥窑中。
反应的标准吉布斯自由能是近似ΔG°r ≈ 177,100 − 158T (J/mol)。当温度T等于1121 K，或848℃时，反应的标准自由能是0。

### 氧化
在某些情况下，金属煅烧会导致金属氧化。让·雷指出，铅和锡在煅烧后重量会增加，主要是因为它们被氧化了。

## 炼金术
在炼金术中，煅烧被认为是物质转化所需的12个生命过程之一。